# Esqui alpino nos Jogos Olímpicos de Inverno da Juventude de 2016
As competições de esqui alpino nos Jogos Olímpicos de Inverno da Juventude de 2016 foram disputadas no Hafjell Olympic Slope, na comuna de Øyer, na Noruega, entre os dias 13 e 20 de fevereiro. Nove eventos foram realizados.

## Calendário
| Fevereiro    | 12 | 13 | 14 | 15 | 16 | 17 | 18 | 19 | 20 | 21 |
| ------------ | -- | -- | -- | -- | -- | -- | -- | -- | -- | -- |
| Esqui alpino |    | 2  | 2  |    | 1  | 1  | 1  | 1  | 1  |    |

|  | Dia de final |

## Qualificação
Cada país pode enviar o número máximo de 4 atletas (2 por gênero). Um total de 120 atletas está em Lillehammer (63 masculinos e 57 femininos). Os sete melhores países no Mundial Júnior de Esqui Alpino de 2015 mais o país-sede (Noruega) tiveram direito a quota máxima. As vagas restantes foram distribuídas para os outros países, sendo o máximo de uma vaga por gênero.

### Sumário
A distribuição das vagas está abaixo.
| CONs                     | Masculino | Feminino | Total |
| ------------------------ | --------- | -------- | ----- |
| RSA África do Sul        |           | 1        | 1     |
| GER Alemanha             | 2         | 2        | 4     |
| AND Andorra              | 1         | 1        | 2     |
| ARG Argentina            | 1         | 1        | 2     |
| AUS Austrália            | 1         | 1        | 2     |
| AUT Áustria              | 2         | 2        | 4     |
| BEL Bélgica              | 1         | 1        | 2     |
| BLR Bielorrússia         | 1         |          | 1     |
| BIH Bósnia e Herzegovina |           | 1        | 1     |
| BRA Brasil               | 1         |          | 1     |
| BUL Bulgária             | 1         | 1        | 2     |
| CAN Canadá               | 2         | 2        | 4     |
| KAZ Cazaquistão          |           | 1        | 1     |
| CHI Chile                | 1         | 1        | 2     |
| CYP Chipre               |           | 1        | 1     |
| COL Colômbia             | 1         |          | 1     |
| KOR Coreia do Sul        | 1         | 1        | 2     |
| CRO Croácia              | 1         | 1        | 2     |
| DEN Dinamarca            | 1         | 1        | 2     |
| SVK Eslováquia           | 1         | 1        | 2     |
| SLO Eslovênia            | 2         | 2        | 4     |
| ESP Espanha              | 1         | 1        | 2     |
| USA Estados Unidos       | 1         | 1        | 2     |
| EST Estônia              |           | 1        | 1     |
| FIN Finlândia            | 1         | 1        | 2     |
| FRA França               | 2         | 2        | 4     |
| GEO Geórgia              | 1         |          | 1     |
| GBR Grã-Bretanha         | 1         | 1        | 2     |
| GRE Grécia               |           | 1        | 1     |
| HUN Hungria              | 1         | 1        | 2     |
| IND Índia                | 1         |          | 1     |
| IRI Irã                  | 1         | 1        | 2     |
| IRL Irlanda              | 1         |          | 1     |
| ISL Islândia             | 1         | 1        | 2     |
| ISR Israel               | 1         |          | 1     |
| ITA Itália               | 2         | 2        | 4     |
| JPN Japão                | 1         | 1        | 2     |
| LAT Letônia              | 1         | 1        | 2     |
| LIB Líbano               | 1         | 1        | 2     |
| LIE Liechtenstein        | 1         |          | 1     |
| LTU Lituânia             | 1         | 1        | 2     |
| LUX Luxemburgo           | 1         |          | 1     |
| MEX México               |           | 1        | 1     |
| MON Mônaco               | 1         |          | 1     |
| MNE Montenegro           | 1         | 1        | 2     |
| NEP Nepal                | 1         |          | 1     |
| NOR Noruega              | 2         | 2        | 4     |
| NZL Nova Zelândia        | 1         | 1        | 2     |
| NED Países Baixos        | 1         | 1        | 2     |
| POL Polônia              | 1         | 1        | 2     |
| POR Portugal             | 1         |          | 1     |
| KEN Quênia               |           | 1        | 1     |
| CZE Chéquia              | 1         | 1        | 2     |
| MKD Macedônia do Norte   | 1         |          | 1     |
| ROU Romênia              | 1         | 1        | 2     |
| RUS Rússia               | 1         | 1        | 2     |
| SMR San Marino           | 1         |          | 1     |
| SRB Sérvia               | 1         | 1        | 2     |
| SWE Suécia               | 1         | 1        | 2     |
| SUI Suíça                | 2         | 2        | 4     |
| TPE Taipé Chinês         |           | 1        | 1     |
| TLS Timor-Leste          | 1         |          | 1     |
| TUR Turquia              | 1         | 1        | 2     |
| UKR Ucrânia              | 1         | 1        | 2     |
| Total de atletas         | 63        | 57       | 120   |
| Total de CONs            | 55        | 49       | 64    |

## Medalhistas
Masculino
| Evento                  | Ouro                             | Prata                        | Bronze                            |
| ----------------------- | -------------------------------- | ---------------------------- | --------------------------------- |
| Combinado detalhes      | River Radamus USA Estados Unidos | Manuel Traninger AUT Áustria | Pietro Canzio ITA Itália          |
| Slalom detalhes         | Manuel Traninger AUT Áustria     | Filip Vennerström SWE Suécia | Odin Vassbotn Breivik NOR Noruega |
| Slalom gigante detalhes | River Radamus USA Estados Unidos | Yohei Koyama JPN Japão       | Anton Grammel GER Alemanha        |
| Super-G detalhes        | River Radamus USA Estados Unidos | Pietro Canzio ITA Itália     | Manuel Traninger AUT Áustria      |

Feminino
| Evento                  | Ouro                       | Prata                                    | Bronze                                   |
| ----------------------- | -------------------------- | ---------------------------------------- | ---------------------------------------- |
| Combinado detalhes      | Aline Danioth SUI Suíça    | Mélanie Meillard SUI Suíça               | Katrin Hirtl-Stanggassinger GER Alemanha |
| Slalom detalhes         | Aline Danioth SUI Suíça    | Ali Nullmeyer CAN Canadá                 | Meta Hrovat SLO Eslovênia                |
| Slalom gigante detalhes | Mélanie Meillard SUI Suíça | Katrin Hirtl-Stanggassinger GER Alemanha | Aline Danioth SUI Suíça                  |
| Super-G detalhes        | Nadine Fest AUT Áustria    | Julia Scheib AUT Áustria                 | Aline Danioth SUI Suíça                  |

Misto
| Evento                        | Ouro                                        | Prata                                          | Bronze                                        |
| ----------------------------- | ------------------------------------------- | ---------------------------------------------- | --------------------------------------------- |
| Paralelo por equipes detalhes | Lucia Rispler Jonas Stockinger GER Alemanha | Anastasiia Silanteva Aleksey Konkov RUS Rússia | Riikka Honkanen Sampo Kankkunen FIN Finlândia |

## Quadro de medalhas
| Ordem | País               | Medalha de ouro | Medalha de prata | Medalha de bronze |    |
| ----- | ------------------ | --------------- | ---------------- | ----------------- | -- |
| 1     | SUI Suíça          | 3               | 1                | 2                 | 6  |
| 2     | USA Estados Unidos | 3               |                  |                   | 3  |
| 3     | AUT Áustria        | 2               | 2                | 1                 | 5  |
| 4     | GER Alemanha       | 1               | 1                | 2                 | 4  |
| 5     | ITA Itália         |                 | 1                | 1                 | 2  |
| 6     | CAN Canadá         |                 | 1                |                   | 1  |
|       | JPN Japão          |                 | 1                |                   | 1  |
|       | RUS Rússia         |                 | 1                |                   | 1  |
|       | SWE Suécia         |                 | 1                |                   | 1  |
| 10    | FIN Finlândia      |                 |                  | 1                 | 1  |
|       | NOR Noruega        |                 |                  | 1                 | 1  |
|       | SLO Eslovênia      |                 |                  | 1                 | 1  |
| TOTAL | TOTAL              | 9               | 9                | 9                 | 27 |